# Fuso orario di Irkutsk
| Verde scuro | Fuso orario di Kaliningrad (UTC+2).    |
| Rosso       | Fuso orario di Mosca (UTC+3).          |
| Celeste     | Fuso orario di Samara (UTC+4).         |
| Giallo      | Fuso orario di Ekaterinburg (UTC+5).   |
| Ciano       | Fuso orario di Omsk (UTC+6).           |
| Pistacchio  | Fuso orario di Krasnojarsk (UTC+7).    |
| Viola       | Fuso orario di Irkutsk (UTC+8).        |
| Blu         | Fuso orario di Jakutsk (UTC+9).        |
| Verde       | Fuso orario di Vladivostok (UTC+10).   |
| Albicocca   | Fuso orario di Srednekolymsk (UTC+11). |
| Rosso scuro | Fuso orario della Kamčatka (UTC+12).   |

Il fuso orario di Irkutsk (in russo иркутское время?, irkutskoe vremja, in inglese Irkutsk Time, sigla IRKT) è il settimo degli undici fusi orari in cui è ripartito il territorio della Federazione Russa dal 26 ottobre 2014, per effetto della legge federale del 3 giugno 2011 n. 107-F3 "Sul calcolo del tempo", così come modificata in data 21 luglio 2014.
Tale fuso orario corrisponde allo standard internazionale UTC+8 e si colloca cinque ore in anticipo rispetto al fuso orario di Mosca (MSK+5). Prende nome dalla città di Irkutsk e costituisce l'orario ufficiale dell'omonima oblast' e della Buriazia.
Come tutti i fusi orari della Federazione Russa, il fuso di Irkutsk non non prevede il cambio orario stagionale, ma come tutta la Siberia costituisce un caso di ora legale permanente, dato che la città di Irkutsk è posta quasi perfettamente sul meridiano del fuso UTC+7.

## Territori compresi nel fuso orario di Irkutsk
- Distretto Federale Siberiano:
  -  Buriazia
  -  Oblast' di Irkutsk